# Mozinet
A Mozinet 2004-ben alapított magyar vállalat, mely 2006 óta foglalkozik filmforgalmazással. Portfóliójába általában olyan filmek tartoznak, melyek nem számítanak tömegfilmnek. 2011-ig Mozinet Magazin néven filmes magazint is szerkesztettek. Olyan magyar filmeket forgalmaznak, mint a Saul fia vagy a Testről és lélekről, illetve olyan külföldi alkotásokat, mint például az Arany Pálma- és Oscar-díjas Élősködők. A cég Mozinet Filmnapok néven minden évben filmfesztivált is rendez, amikor hónapokkal a magyarországi bemutató előtt lehet megtekinteni az alkotásokat.

## Története
Eredetileg online filmes újságként indult a vállalkozás, 1998-ban Mozivilág címmel kezdtek blogot írni tizenéves filmrajongók. 2003-ban a Fix.TV-n volt műsoruk, majd elindult a Mozinet Magazin havilap, mely 2011-ig jelent meg. 2006-ban kezdtek el érdeklődni a filmforgalmazás iránt, amikor a székesfehérvári Alba Regia filmfesztiválon látták az Éjféli moziláz című dokumentumfilmet, melyet a Magyar Mozgókép Közalapítványtól nyert támogatással tudtak bemutatni kisebb mozikban. A gazdasági válság miatt több kezdeményezésük is kudarcba fulladt, 2011-ben megszűnt a magazin és a vállalat kétfős vállalkozássá alakult át. Jankovics Marcell Az ember tragédiája című filmjének forgalmazása fordulópontot jelentett a cég életében, ott a rendező kereste meg a Mozinetet. A Saul fia esetében a Mozinet már akkor elvállalta a film forgalmazását, amikor még nem kapott jelentős díjakat.
A Mozinet a digitális platformokon is jelen van, a filmeket a Vimeo felületén is meg lehet tekinteni, illetve egyes IPTV-platformokon is szerepelnek a forgalmazott alkotások, azonban a vállalatnak nincs jelentős bevétele innen, miközben a DVD-eladások folyamatosan csökkennek.
A 2017-es Mozinet Filmnapoknak 4500 nézője volt.

## Forgalmazott filmek
Válogatás a Mozinet által forgalmazott filmekből:
- Emilia Pérez (2025)
- Fekete pont (2024)
- És mi van Tomival? (2024)
- Megalopolisz (2024)
- Kivérző szerelem (2024)
- Lefkovicsék gyászolnak (2024)
- Álmaid hőse (2023)
- Vaskarom (2023)
- Előző életek (2023)
- A tanári szoba (2023)
- Egy zuhanás anatómiája (2023)
- Elfogy a levegő (2023)
- Larry (2022)
- A világ legrosszabb embere (2022)
- Vezess helyettem (2022)
- A feleségem története (2021)
- Külön falka (2021)
- Titán (2021)
- Felkészülés meghatározatlan ideig tartó együttlétre (2020)
- Portré a lángoló fiatal lányról (2019)
- Élősködők (2019)
- Valan – Az angyalok völgye (2019)
- FOMO – Megosztod, és uralkodsz (2019)
- Ruben Brandt, a gyűjtő (2019)
- Napszállta (2018)
- Amerikai pasztorál (2017)
- Testről és lélekről (2017)
- Az állampolgár (2017)
- A vörös teknős (2017)
- Az ügyfél (2016)
- A szobalány (2016)
- Saul fia (2015)
- Symphony No. 42 (2014)
- Az ember tragédiája (2011)
- Pál Adrienn (2011)
- Hét perc a mennyországban (2010)